# Nicolas-Jean Rouppe
Nicolas Jean Rouppe (Rotterdam, 17 abril de 1769 - Brussel·les, 3 agost de 1838) fou un polític belga de tendència liberal. És el primer batlle de Brussel·les de la Bèlgica independent.
Sotsdiaca de l'ordre dels Carmelites, abandona la religió l'endemà de la batalla de Jemappes (1794). En efecte, aquell any, produeix un escàndol trencant el crucifix que es trobava a l'entrada de l'ajuntament de Lovaina. El 21 de gener de 1797,com a comissari del departament del Dijle, celebra l'aniversari de l'execució de Lluís XVI. El 21 de juliol de 1803, acull Napoleó Bonaparte al castell de Laken. De 1830 a 1838, és batlle de Brussel·les. És igualment escollit membre del Congrés nacional i després diputat. Com a batlle, el 21 de juliol de 1831, acull Leopold I al mateix castell de Laken. El 1834, durant els aixecaments que esclaten a Brussel·les en resposta a la publicació de la llista dels donants per al rescat dels béns belgues de Guillem I dels Països Baixos, la seva policia és incapaç de restablir l'ordre i ha d'apel·lar a l'ajut del govern. Participa cap a la mateixa època en la creació de la Universitat Lliure de Brussel·les. Mor el 1838 i és inhumat al cementiri de Laken.
La plaça Rouppe a Brussel·les porta el seu nom.